# Transplants
Transplants is een Amerikaanse punkrock/hiphop band. In de muziek van Transplants zijn invloeden te horen van hiphop, punk, reggae, drum and bass en dub.
De band werd in december 1999 opgericht door Tim Armstrong (Rancid) en zijn vriend Rob Aston, die samen wat beats maakten met behulp van Pro Tools. Aston werd gevraagd om voor de zang te zorgen, en Armstrong zou alle instrumenten inspelen. Toen het project groeide werden echter al gauw andere mensen gevraagd, waaronder Matt Freeman (Rancid), Lars Frederiksen (Rancid) en Vic Ruggiero (The Slackers). In 2002 kwam Travis Barker (Blink-182) als vast lid bij de band als drummer.
In oktober 2017 verscheen de ep Take Cover met onder meer een bewerking van de Madness-hit Baggy Trousers.

## Leden

### Huidige leden
- Tim Armstrong – zang, gitaar (1999–2003, 2004–2006, 2010–heden)
- Skinhead Rob – zang (1999–2003, 2004–2006, 2010–heden)
- Travis Barker – drums (2002–2003, 2004–2006, 2010–heden)
- Elvis Cortez – gitaar (2011–heden)
- Kevin Bivona – basgitaar, keyboard (2011–heden)

### Voormalige leden
- Dave Carlock – keyboards (2003)
- Craig Fairbaugh – gitaar (2003, 2004–2005)
- Matt Freeman – basgitaar (2003, 2004–2005)
- DJ Pone – draaitafels (2003, 2004–2005)

## Discografie
- Transplants (2002)
- Haunted Cities (2005)
- In a Warzone (2013)
- Take Cover (2017)